# Arnd Vetters
Arnd Vetters (* 23. Juni 1978) ist ein deutscher Badmintonspieler.

## Karriere
Arnd Vetters gewann nach mehreren Medaillen im Nachwuchsbereich 2003 mit Bronze im Herrendoppel seine ersten Medaillen bei deutschen Einzelmeisterschaften. 2002 und 2003 wurde er deutscher Hochschulmeister. 2001 gewann er die Italian International.

## Sportliche Erfolge
| Saison    | Veranstaltung                     | Disziplin    | Platz | Name |
| --------- | --------------------------------- | ------------ | ----- | --- |
| 1995/1996 | Deutsche Einzelmeisterschaft U18  | Herreneinzel | 2     | Arnd Vetters (GW Wiesbaden) |
| 1999/2000 | Deutsche Einzelmeisterschaft U22  | Mixed        | 3     | Arnd Vetters / Peiffer |
| 1999/2000 | Deutsche Einzelmeisterschaft U22  | Herreneinzel | 3     | Arnd Vetters |
| 1999/2000 | Deutsche Hochschulmeisterschaften | Herrendoppel | 1     | Arnd Vetters / Franklin Wahab (Uni Mainz / Uni Frankfurt) |
| 1999/2000 | Deutsche Einzelmeisterschaft U22  | Herrendoppel | 2     | Roman Spitko / Arnd Vetters (TSV Neuhausen / GW Wiesbaden) |
| 1999/2000 | Deutsche Einzelmeisterschaft U22  | Herreneinzel | 1     | Arnd Vetters (PSV Grün Weiß Wiesbaden) |
| 2001      | Italian International             | Herrendoppel | 1     | Franklin Wahab / Arnd Vetters |
| 2001/2002 | Deutsche Hochschulmeisterschaften | Herrendoppel | 1     | Arndt Vetters / Franklin Wahab (Uni Mainz / Uni Frankfurt) |
| 2001/2002 | Deutsche Hochschulmeisterschaften | Mixed        | 1     | Arndt Vetters / Ulrike Schreck (Uni Mainz / Uni Konstanz) |
| 2001/2002 | Deutsche Mannschaftsmeisterschaft | Mannschaft   | 3     | GW Wiesbaden (Mark Constable, Klaus Ebeling, Darren Hall, Michael Helber, Jon Holst-Christensen, Rexy Mainaky, Yoseph Phoa, Oliver Pongratz, Richard Vaughan, Arnd Vetters, Karina de Wit, Lotte Jonathans, Heike Laufer, Nicole Phoa, Nicole van Hooren) |
| 2002      | Weltmeisterschaften der Studenten | Herrendoppel | 3     | Arnd Vetters / Mike Joppien |
| 2002/2003 | Deutsche Hochschulmeisterschaften | Mixed        | 1     | Arndt Vetters / Anja Weber (Uni Mainz / HU Berlin) |
| 2002/2003 | Deutsche Einzelmeisterschaft      | Herrendoppel | 3     | Michael Keck / Arnd Vetters (1. BC Bischmisheim / SG Anspach) |